# Franz Mayer (Politiker)
Franz Mayer (* 10. November 1913 in Wien; † 23. Mai 1977 in Baden) war ein österreichischer Politiker (SPÖ) und Schneider. Er war von 1964 bis 1969 Mitglied des Bundesrates und von 1969 bis 1974 Abgeordneter zum Landtag von Niederösterreich.

## Leben
Mayer besuchte nach der Volksschule die Bürgerschule und wechselte danach an eine Fortbildungsschule, an der er eine Schneiderlehre absolvierte. Er engagierte sich als Mitglied bei den Revolutionären Sozialisten und wurde deshalb 1936 verhaftet und zu einer politischen Freiheitsstrafe von 61 Tage Haft wegen illegaler Betätigung verurteilt. Zwischen 1939 und 1945 leistete er Militärdienst im Zweiten Weltkrieg ab und wurde danach 1945 Bezirksparteisekretär. Er wirkte zudem als ASKÖ-Bezirksobmann und vertrat die SPÖ Niederösterreich vom 19. November 1964 bis zum 19. Oktober 1969 im Bundesrat. Danach war er vom 20. November 1969 bis zum 11. Juli 1974 Abgeordneter zum Niederösterreichischen Landtag. 